# Gadiculus argenteus thori
Gadiculus argenteus thori és una subespècie de peix pertanyent a la família dels gàdids.
Es distribuïx a l'oceà Atlàntic nord-oriental: des del cap Nord i Skagerrak fins a la mar Cantàbrica.
És inofensiu per als humans.
És un peix d'aigua marina, pelàgic-oceànic, oceanòdrom i de clima temperat (72°N-43°N, 10°W-26°E), el qual viu entre 100-1.000 m de fondària sobre fons fangosos.
Pot arribar a fer 15 cm de llargària (normalment, en fa 10). Té 19-29 radis tous a l'aleta dorsal i 11-16 a l'anal, 39-43 vèrtebres. Té taques fosques al cap i l'esquena.
La reproducció ocorre a la primavera.
És depredat pel dimoni gros (Epigonus telescopus) (a la Gran Bretanya), el lluç europeu (Merluccius merluccius) i la foca de Groenlàndia (Phoca groenlandica) (a Noruega).